# Korona budowli
Korona budowli – górna płaszczyzna korpusu budowli. Wyróżnienie w budowlach tej części korpusu wiąże się z koniecznością jej odpowiedniego i prawidłowego ukształtowania oraz zabezpieczenia. Ma to szczególne znaczenie w budowlach hydrotechnicznych, w których może nastąpić przelanie się wód przez koronę budowli, co doprowadzić może do rozmycia całego lub części korpusu budowli i w konsekwencji do katastrofy budowlanej.

## Konstrukcja
Korona budowli jest powierzchnią płaską (płaszczyzną), poziomą, albo o niewielkim spadku umożliwiającym prawidłowe zebranie i odprowadzenie wód opadowych. Spadek na koronie może być dobrany jako: poprzeczny, podłużny lub równocześnie poprzeczny i podłużny. Dobór szerokości korony i jej niezbędnego wniesienia ponad przyległy teren lub określony poziom wody, zależny jest od wielu czynników takich jak: rodzaj budowli, jej przeznaczenie, klasa (kategoria itp.), konstrukcja korpusu, sposób jej wykorzystania użytkowego i wiele innych, co normuje szereg przepisów techniczno-budowlanych.
Korona może być skonstruowana tak, że:
- korona ma umocnienie o konstrukcji innej niż zasadnicza część korpusu (np. budowle ziemne),
- korona jest powierzchnią ograniczającą zasadniczą konstrukcję korpusu, nie ma żadnego zróżnicowania jej konstrukcji względem pozostałej części korpusu (np. budowle betonowe, żelbetowe).

Na koronie mogą znajdować się inne budowle (np. droga, fundamenty pod urządzenia, zamknięcia, obiekty małej architektury i inne).
Korona stanowi także ten element wielu budowli (np. zapora, wał przeciwpowodziowy, jaz i inne), wzdłuż którego mierzona jest długość danej budowli.
Korony budowli piętrzących muszą być wzniesione na bezpieczną wysokość, aby zabezpieczyć je przed przelaniem się wody lub innej cieczy zmagazynowanej w zbiorniku. W tym zakresie definiuje się w hydrotechnice pojęcie „bezpiecznego wzniesienia budowli” ponad charakterystyczne poziomy wody. Wymagane jest także dla hydrotechnicznych budowli ziemnych uwzględnienie w odpowiedni sposób osiadań budowli, tak aby zjawisko to nie spowodowało obniżenia rzędnej korony, do poziomu niższego niż przyjęty poziom korony odpowiadający bezpiecznemu wzniesieniu budowli – wymaga to zastosowanie pewnych nadwyżek wysokości nasypów. Także dla budowli o innej niż ziemna konstrukcji należy uwzględnić osiadanie, które może być wynikiem ruchu kołowego, pracy turbin w elektrowniach wodnych, albo drganiami o innym źródle.